# ناوکی ماکینو
ناوکی ماکینو (انگلیسی: Naoki Makino؛ زادهٔ ۱۱ نوامبر ۱۹۷۶) بازیکن فوتبال اهل ژاپن است.
از باشگاه‌ هایی که در آن بازی کرده‌است می‌توان به باشگاه فوتبال توکیو وردی اشاره کرد.